# برکه دریا دولت
برکه دریادولت، آب انباری تاریخی در کنارهٔ شهر کنگ از توابع بخش مرکزی شهرستان بندر لنگه و از نقاط دیدنی استان هرمزگان در جنوب ایران است. این سازه آب‌انباری مدور به قطر ۲۸ متر و عمق ۱۴ متر و فاقد سقف است. ضخامت دیوار پیرامونی آن ۱ متر و ارتفاع آن ۳ متر است. این بنا در بیرون از شهر کنگ از سمت شمال شهر واقع شده است. به خاطر بزرگی غیرقابل تصور این برکه «دریا دولت» نامیده شده است.
این آب‌انبار به خاطر وسعتش، سقف کامل ندارد و اصطلاحاً نیم‌سقف دارد.
این اثر مربوط به اواخر دوره قاجار است و در بندرلنگه، ابتدای جاده لار، بندر گنک، مجاور پایانه بار واقع شده و در تاریخ ۱۱ دی ۱۳۸۰ با شمارهٔ ثبت ۴۵۹۹ به‌عنوان یکی از آثار ملی ایران به ثبت رسیده است.